# Костюхновка
Костю́хновка (укр. Костюхнівка) — село в Маневичской поселковой общине Камень-Каширского района Волынской области Украины.
Код КОАТУУ — 0723683401. Население по переписи 2001 года составляет 546 человек. Почтовый индекс — 44630. Телефонный код — 3376. Занимает площадь 1,107 км².

## История
В конце XIX в. в селе 124 дома и 709 жителей, деревянная церковь, две водяные мельницы, сукновальня (фолюш).
Во время Первой мировой войны в районе Костюхновки в составе австрийской армии находились польские легионы Юзефа Пилсудского. Уже на четвёртый день Брусиловского прорыва 26 мая (8 июня) 1916 г. в районе Костюхновки и Вольки Гализуйской (теперь с. Березина) продолжались ожесточенные бои.
4 −6 июля 1916 года у деревни состоялась Костюхновская битва — одна из самых важных во время Брусиловского прорыва.
4-6 июля 2016 г. в Маневичах и Костюхновке проходила конференция «Первая Мировая война Волыни».
До 2020 года входило в Маневичский район.